# Lobophora montanata
Lobophora montanata là một loài bướm đêm trong họ Geometridae.